# Castell de Montpalau (Argelaguer)
Castell de Montpalau, o Palau d'Amunt, és una obra del municipi d'Argelaguer (Garrotxa) declarada bé cultural d'interès nacional.

## Descripció

### Castell
El castell dels Montpalau està ubicat al cim d'un turó a la riba dreta del riu Fluvià, al sud de Sant Jaume de Llierca. D'aquesta antiga estada senyorial resta una torre de guaita rodona feta de carreus mal treballats, i restes de murs i muralles, prop de la recentment restaurada església del castell, dedicada a Santa Magdalena. La torre és de planta quadrada i ha perdut la banda de ponent; només conserva la façana de llevant, on hi havia la porta, situada a uns 6 m d'alçada.
En un moment posterior (cap al segle xiii) es construí la casa forta situada a l'extrem est del turó. És de planta gairebé quadrada, conserva algunes espitlleres i tenia un vall, conservat al sector occidental.

### Capella de Santa Magdalena
Era l'antiga capella del castell de Montpalau. És un edifici modest i senzill d'una nau i absis semicircular. La porta d'ingrés, flanquejada per dues finestres rectangulars, és adovellada i està precedida per un porxo de factura posterior a la del temple. Damunt seu hi ha el campanar format per una espadanya de només una obertura que recentment ha estat restaurada.
La pica d'aigua beneïda, es troba encastada al costat dret de la porta d'entrada. Segons sembla, antigament havia estat guardada a l'interior del temple. Mesura 20 cm d'alçada, 23,5 cm de diàmetre exterior, 17 cm de diàmetre interior. Té gravada a la part frontal una creu.

## Història
És un castell termenat. La notícia documental més antiga és de l'any 940, moment en què la Comtessa de Besalú, Ava, vídua de Miró II, comprà una finca al Vescomte Seguer al Comtat de Besalú -"in villa palacio"- i en la selva anomenada "Puligario". Se sap que l'esmentat comte hi tenia una residència i cal suposar que en aquest lloc, temps després, s'aixecaria el castell construït pels senyors de Sales en el decurs del segle xii. Dins el recinte emmurallat pertanyent a aquest castell de Montpalau, a finals del segle xii o principis del XIII, es va aixecar la capella: la consagració de Santa Magdalena de "Montepaladio" fou l'any 1228 pel Bisbe de Girona.
De la documentació existent es desprèn que el castell va ser molt malmès durant els terratrèmols que varen afectar la comarca d'Olot l'any 1428. Així la família Montpalau, a principis del segle xv, davant les destrosses que afectaren la seva residència es traslladaren a viure al poble d'Argelaguer (l'any 1212, Alemanda de Sales havia donat en feu el castell dels Montpalau, juntament amb tots els drets que el llinatge de Sales tenia damunt d'aquesta població) on possiblement hi havia hagut una menuda residència senyorial que ells ampliarien i reformarien donant-li la fesomia de l'actual castell d'Argelaguer. Sembla que la pedra, amb els tres escuts d'armes de la família, existent a la façana del castell d'Argelaguer, havia ornat, originàriament, els murs del castell de Montpalau.